# روس تامبلين
روس تامبلين (بالإنجليزية: Russ Tamblyn)‏ هو ممثل أمريكي، ولد في 30 ديسمبر 1934 بلوس أنجلوس في الولايات المتحدة.

## أعمال

### أفلام
- (1950) شمشون ودليلة
- (1950) كابتن كراي من الولايات المتحدة
- (1950) والد العروس
- (1954) سبع عرائس لسبعة إخوة
- (1957) موضع بايتون
- (1961) قصة الحي الغربي[5]
- (1962) كيف غلب الغرب[6][7]
- (2011) قيادة[8]
- (2012) جانغو الحر[9]

## ترشيحات
- جائزة الأوسكار لأفضل ممثل مساعد، عن عمل: موضع بايتون (1957)

## وصلات خارجية
- روس تامبلين على موقع IMDb (الإنجليزية)
- روس تامبلين على موقع الموسوعة البريطانية (الإنجليزية)
- روس تامبلين على موقع قاعدة بيانات الأفلام العربية
- روس تامبلين على موقع ألو سيني (الفرنسية)
- روس تامبلين على موقع ميوزك برينز (الإنجليزية)
- روس تامبلين على موقع تيرنر كلاسيك موفيز (الإنجليزية)
- روس تامبلين على موقع أول موفي (الإنجليزية)
- روس تامبلين على موقع قاعدة بيانات الأفلام السويدية (السويدية)
- روس تامبلين على موقع إن إن دي بي (الإنجليزية)
- روس تامبلين على موقع ديسكوغز (الإنجليزية)